# Ро2 Стрільця
Ро2 Стрільця (ρ2 Стрільця) — зірка в зодіакальному сузір'ї Стрільця. З видимою зоровою величиною +5,87  вона знаходиться поблизу нижньої межі зірок, які можна побачити неозброєним оком. На основі річного зсуву паралакса 9,82 мас, як видно із Землі,  воно розташоване близько 330 р світлових років від Сонця.
Це еволюційна гігантська зірка K-типу із зоряною класифікацією K0 III. У 1997 році в результаті покриття була відкрита зірка-компаньйон з кутовим відривом 21 мас. Виглядає вона як зірка головної послідовності типу A з класом близько A5. Цей супутник не був виявлений під час попередніх окультацій Місяця. 